# Tony Touch
Tony Touch, de son vrai nom Joseph Anthony Hernandez, né le 2 juillet 1969 à Brooklyn, New York, est un rappeur, disc jockey, producteur et acteur américain. Il est d'origine portoricaine. Durant sa carrière, il travaille avec plusieurs groupes et rappeurs comme Funkdoobiest, Cocoa Brovaz et Cypress Hill. Dans son album The Piece Maker 2, publié en 2004, Rubén Blades apparaît ainsi que des rappeurs et des chanteurs de reggae comme P. Diddy, Hurricane G, dead prez, Slick Rick, Sean Paul et Don Chezina, qui apparaît aussi sur The Piece Maker, en 2000.

## Biographie
Tony Touch se lance comme b-boy au début des années 1980. Grandement influencé par Crazy Legs et la Rock Steady Crew, Grandmaster Flash, Red Alert, Little Louie Vega et Jam Master Jay, il se consacre rapidement aux platines. Tony est connu pour ses mixtapes, MCs parts 1, 2 and 3. Les mixtapes font participer des artistes comme Eminem, KRS-One, Kool G Rap, Big Daddy Kane, Wyclef, M.O.P, Big L, et Mos Def.
En 2000, Tony publie son premier album The Piece Maker au label Tommy Boy Records. L'album compte 400 000 exemplaires vendus à l'international et fait participer Big Pun, Cypress Hill, Wu-Tang Clan, Busta Rhymes, Eminem, et Gang Starr. En 2000, le single I Wonder Why en featuring avec Total est publié, et le clip de la chanson fait notamment participer John Leguizamo, Rock Steady Crew, Grand Master Flash, The Awesome 2, Marley Marl, et DJ Premier. Depuis, Tony Touch publie The Piece Maker 2 qui fait participer P. Diddy, Fat Joe, Sean Paul, Snoop Dogg et Ruben Blades. Tony Touch représente également la communauté latino grâce à ses paroles spanglish et son style musical orienté salsa. Il grandit dans une maison avec la salsa et le hip-hop qui influenceront son mode de vie.
En 2005, Tony signe au label EMI Records et publie un album reggaeton, intitulé ReggaeTony. Le single principal, Play That Song, fait participer Nina Sky et B-Real de Cypress Hill. L'album inclut des collaborations avec d'autres artistes comme Tego Calderon, Zion and Lenox, Pitbull, Ivy Queen, NORE, Voltio, Mexicano, Thirston Howl III et Soni. L'album est certifié disque d'or et suit, grâce à ce succès, d'un deuxième volet intitulé ReggaeTony 2, toujours au label EMI. L'album fait notamment participer Lumidee, Plan B, Joell Ortiz, Tru Life, Don Chezina, the Beatnuts. En 2013, Tony has compte plus d'un million d'albums vendus à l'international.
Le 16 juillet 2013, son sixième album, The Piece Maker 3: Return of the 50 MC's, est publié et fait participer Busta Rhymes, Reek da Villain, Roc Marciano, Lil Fame, Too $hort, Xzibit, Kurupt, B-Real, Papoose, Uncle Murda, Black Thought, Styles P, Sheek Louch, Jadakiss, Raekwon, Ghostface Killah, RZA, Eminem, Twista, Bun B, Action Bronson, Prodigy, Joell Ortiz, Royce da 5'9", KRS-One, Crooked I, Redman, Method Man, N.O.R.E. et Erick Sermon.

## Discographie

### Albums studio
- 2000 : The Piece Maker
- 2002 : The Last of the Pro Ricans
- 2004 : The Piece Maker 2
- 2007 : Reggaetony 2
- 2013 : The Piece Maker 3: Return of the 50 MC's

### EPs
- 1998 : Rican-Struction

### Albums collaboratifs
- 2004 : Don't Touch the Ace (avec DJ Ace)
- 2005 : The ReggaeTony Album (avec DJ Ace)